# バナナセセリ
バナナセセリ（バナナ挵、Erionota torus）は、チョウ目セセリチョウ科に属するチョウの一種。日本では南西諸島にのみ分布する。

## 概要
日本産セセリチョウの最大種。1971年（昭和46年）に沖縄本島謝刈で初めて発見された。南西諸島に分布する蝶のほとんどは東南アジアにも分布しているが、本種は沖縄本島にのみ単独で分布していることから、ベトナム戦争において駐留米軍に付いて持ち込まれたものと考えられている。
名前の通り幼虫の食草はバショウ科のバナナ。ほかリュウキュウバショウなども食する。成虫もバナナの花を訪れることが多く、細長い花から蜜を吸うため口吻がやたらと長い。越冬態は不定。2月～10月ごろまで見られるが4月・7月は非常に少ない。

## 分布
国内では沖縄本島のみ。国外ではインド・インドシナ半島・中国大陸南部・マレー半島。